# Mariam Mamadaschwili

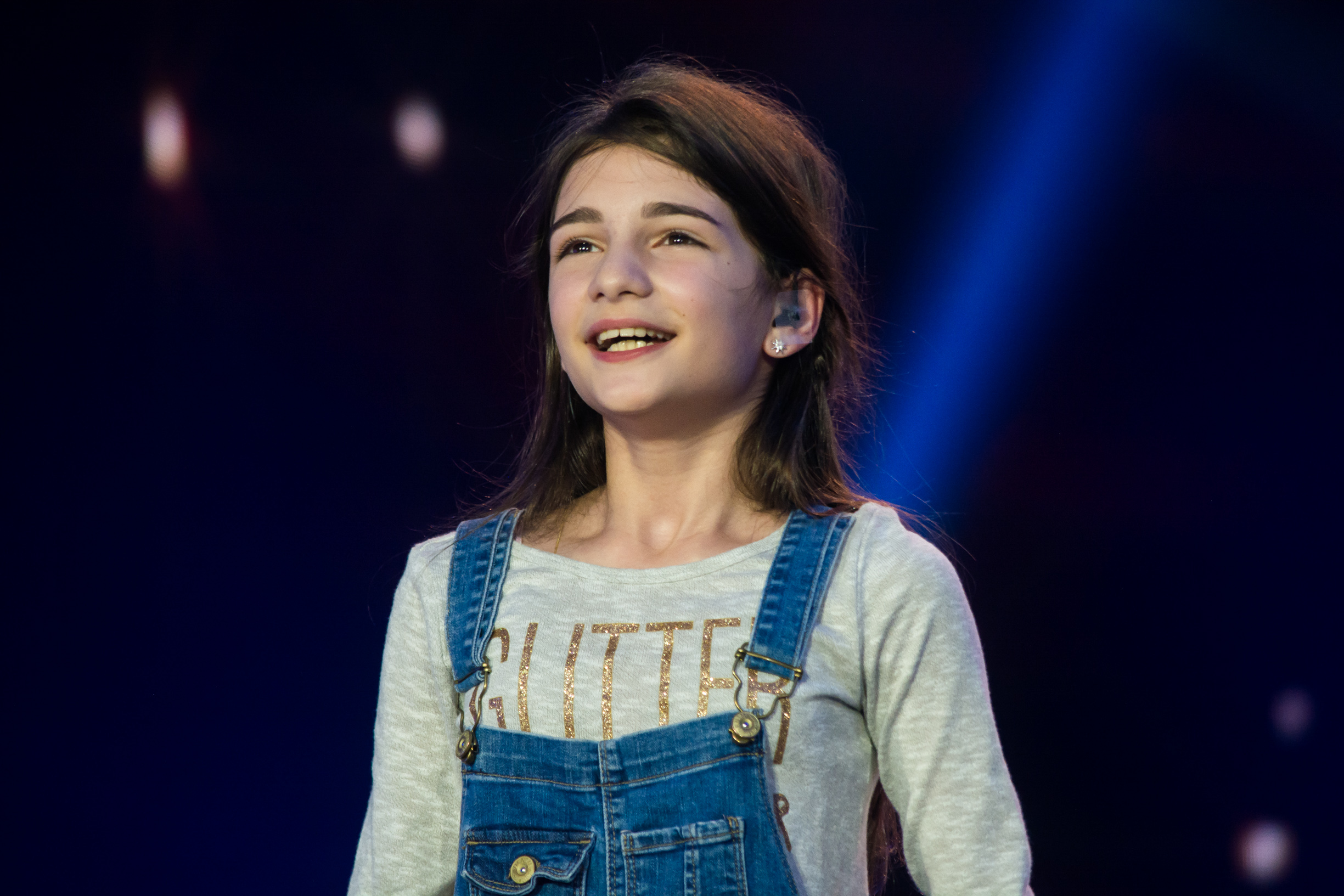
Mariam Mamadaschwili beim Junior Eurovision Song Contest 2016

Mariam Mamadaschwili (georgisch მარიამ მამადაშვილი; * 16. November 2005 in Tiflis, Georgien) ist eine Nachwuchssängerin aus Georgien. Sie gewann den Junior Eurovision Song Contest 2016 mit dem Lied Mzeo.

## Leben und Karriere
Mariam Mamadaschwili wurde am 16. November 2005 in Tiflis geboren. Bereits mit vier Jahren begann sie zu singen. Seit ihrem sechsten Lebensjahr studierte sie am Bzikebi Studio und der Evgeni Mikeladze State Central Music School in Tiflis. Zu diesem Zeitpunkt trat sie auch mehrmals öffentlich und im Fernsehen auf. 2015 zog sie mit ihrer Familie in die USA. Sie lebt in Fairfield, Connecticut, wo sie zunächst die Tomlinson Middle School besuchte. Außerdem studierte sie an der Broadway Methodical Academy. 2023 schloss sie ihre Schulbildung an der Fairfield Warde High School ab und studiert nun Wirtschaft an der Sacred Heart University.
Beim Junior Eurovision Song Contest 2016 in Valletta vertrat Mariam Mamadaschwili Georgien mit dem Lied Mzeo (Sonne), das von Maka Davitaia und Giga Kukhianidze geschrieben wurde. Sie gewann mit 239 Punkten, sieben Punkte Vorsprung vor den zweitplatzierten Teilnehmern aus Armenien. Dies war der dritte Sieg für Georgien beim Junior Eurovision Song Contest, was das Land zum erfolgreichsten bei diesem Wettbewerb macht.
2022 kehrte sie mit ihrem neuen Song This Is Our Day zurück. Im Dezember trat sie im Rahmen eines Medleys ehemaliger Sieger beim Junior Eurovision Song Contest 2022 in Jerewan auf.

## Diskografie

### Singles
- 2014 – The Butterfly
- 2016 – Mzeo
- 2017 – Circles
- 2022 – This Is Our Day